# 文胎甲
文 胎甲（ムン・テガプ、朝鮮語: 문태갑、1930年2月25日 - 2024年10月30日）は、大韓民国のジャーナリスト、政治家。第9代韓国国会議員。
本貫は南平文氏で、文益漸の直系の子孫である。独立運動家の文永樸は祖父、元大邱市長の文熹甲は従弟。

## 経歴
日本統治時代の慶尚北道（現・大邱広域市）達城郡花園邑本里里の南平文氏世居地に生まれた。1954年、ソウル大学校商科大学経済科卒。1958年から1973年まで東洋通信社経済部記者・政治部記者・政治部長・編集副局長を務めた。その後は維新政友会所属の国会議員、申鉉碻国務総理秘書室長（1979年12月14日〜1980年5月25日）、ソウル新聞社長兼韓国新聞協会会長、ソウルオリンピック組織委員会執行委員、成長発展阻害要因改善審議委員、韓米親善協会理事、汎民族オリンピック推進中央協会推進本部長、韓国青少年連盟総裁、ソウルオリンピック記念国民体育振興公団理事長、大韓体育会顧問、省谷言論文化財団社会理事、オオン文化財団監事を務めた。
1995年に一切の職務を辞めて帰郷し、韓国最大級の門中文庫である仁寿文庫の管理をした。2024年10月30日に死去。享年94。

## エピソード
5・16軍事クーデター直後に記者として青瓦台に出入りした時、大統領の朴正熙に「拘束された言論人を釈放する意思がないか」と質問し、民族日報事件で革命裁判所から死刑判決を受けたジャーナリストの宋志英が無期懲役に減刑され、その後釈放された土台を作った。